# John Hutchinson (Politiker, 1830)
John Hutchinson (* 27. März 1830 in Randolph, Vermont; † 12. Dezember 1887 in Chicago, Illinois) war ein US-amerikanischer Jurist und Politiker.

## Werdegang
John Hutchinson wurde 1830 im Orange County geboren. Seine Kindheit war von der Wirtschaftskrise von 1837 überschattet und die Folgejahre vom Mexikanisch-Amerikanischen Krieg. Hutchinson machte einen Abschluss am Dartmouth College. Er studierte Jura unter William H. Seward aus Auburn (New York). Als ein Anti-Sklaverei-Anwalt gehörte er zu den frühen Siedlern in Lawrence (Kansas-Territorium). Unter dem Kansas-Nebraska Act wurde er 1855 in die Territorial Legislature gewählt, nahm aber an keiner Sitzung teil. Im Jahr 1857 wurde er zum Speaker of the House gewählt.
Außenminister William H. Seward und Präsident Abraham Lincoln wählten Hutchinson aus und ernannten ihn am 26. März 1861 zum ersten Secretary of State des Dakota-Territoriums. Die Familie von John Hutchinson begleitete ihn nach Yankton (Yankton County). Der Territorialgouverneur des Dakota-Territoriums William Jayne trat im Februar 1863 von seinem Posten zurück, um für den Kongress zu kandidieren. Hutchinson fungierte bis zu der Ernennung dessen Nachfolgers Newton Edmunds am 5. Oktober 1863 als kommissarischer Territorialgouverneur. Lincoln ernannte Hutchinson zum US-Konsul in Livorno (Italien) – ein Posten, welchen er von 1865 bis 1869 innehatte.
Hutchinson praktizierte bis zu seinem Tod im Jahr 1887 in Chicago (Illinois) als Anwalt. Er war 1875 Partner in der Kanzlei Hutchinson & Carpenter und von 1877 Partner in der Kanzlei Hutchinson & Hind.